# Iglesia del Redentor (Jerusalén)
La Iglesia del Redentor (en alemán: Erlöserkirche) es la segunda iglesia evangélica luterana en Jerusalén (la primera es la iglesia de Cristo cerca de la Puerta de Jaffa). Es una propiedad de la Fundación Evangélica Fundación Jerusalén, uno de los tres pilares de la Iglesia Evangélica de Alemania (EKD) en la Tierra Santa. Construida entre 1893 y 1898 por el arquitecto Pablo Fernando Groth (* 1859-1955 *) siguiendo los designios de Friedrich Adler, la Iglesia del Redentor en la actualidad alberga las congregaciones luteranas que adoran en árabe, alemán, danés e inglés. La Iglesia, junto con el edificio contiguo preboste, es la sede del preboste de los ministerios alemanes protestantes en la Tierra Santa.